# Podlechy (powiat kętrzyński)
Podlechy (niem. Podlechen) – wieś w Polsce położona w województwie warmińsko-mazurskim, w powiecie kętrzyńskim, w gminie Korsze. Wieś jest siedzibą sołectwa.
W latach 1975–1998 miejscowość należała administracyjnie do województwa olsztyńskiego.
Przez wieś przebiega droga wojewódzka nr 590.

## Historia
W roku 1913 folwark w Podlechach wchodził w skład majątku ziemskiego w Korszach, którego właścicielem był Georg von Fresin.
W roku 1973 do sołectwa Podlechy należały miejscowości: Krzemity, Olszynka (osada i PGR) i Podlechy.

## Demografia
W 1817 roku wieś zamieszkiwało 161 mieszkańców. W 1970 roku było już ich 362.